# 볼가~돈 운하

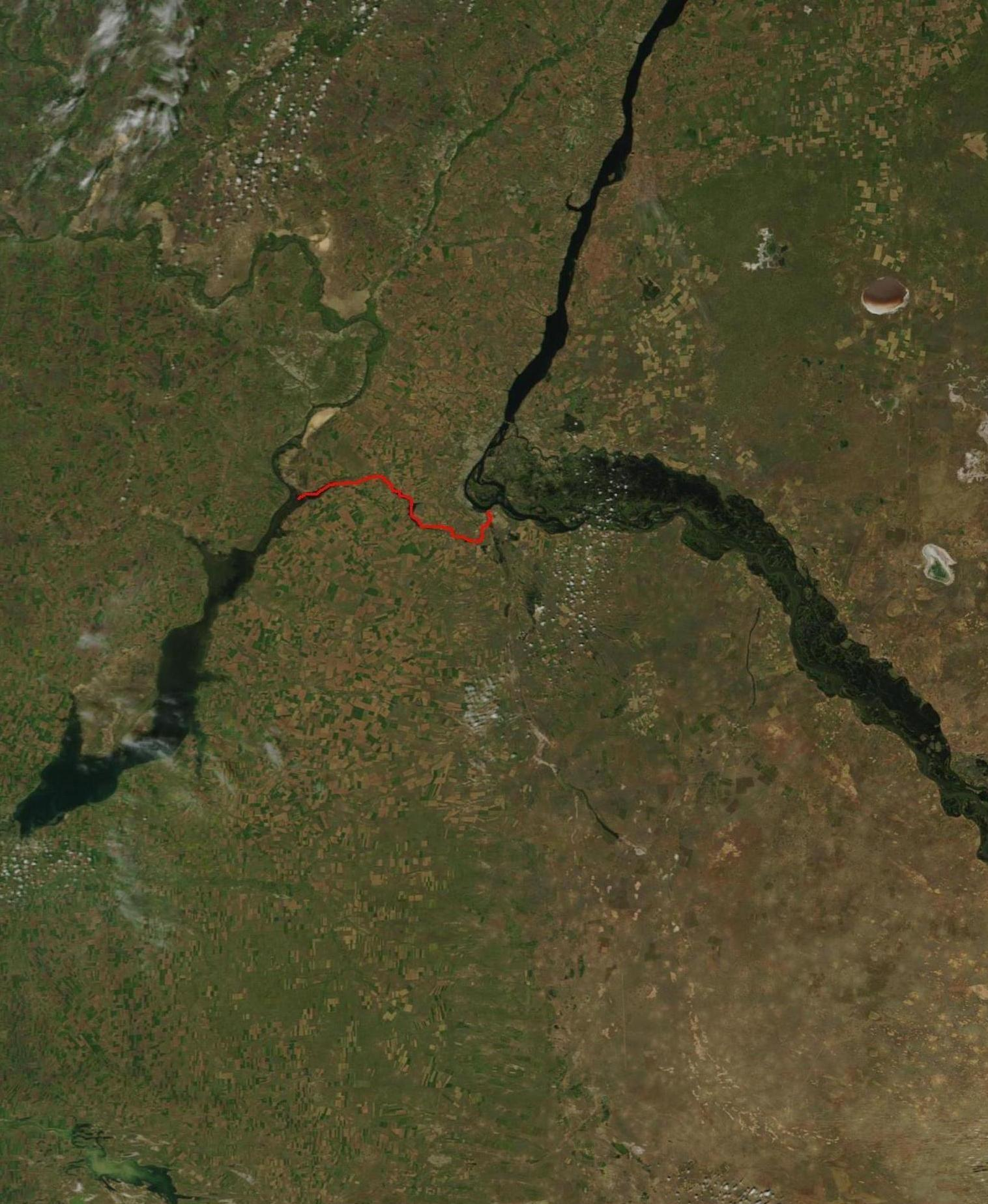
위성 지도에서 빨간색으로 표시된 부분.

볼가~돈 운하(Volga–Don Canal)는 볼가강과 돈강을 연결하는 운하이다. 길이 101 km로서 1952년에 완성했다. 운하의 완성으로 볼가강 유역의 공업도시나 모스크바, 상트페테르부르크 등의 도시도 수로로 흑해와 연결되게 되었다.

## 같이 보기
- 볼가-발트해 수로
- 볼고돈스크